# بونغولاند (فلم)
بونغولاند هو فيلم أمريكي/تنزاني صدر عام 2003 من إخراج جوشيا كيبيرا وبطولة موكاما موراندي ولورا وانغسنيس. يروي الفيلمُ قصّة مهاجر تنزاني غير شرعي يعيشُ في الولايات المتحدة ويُواجه في حياته الكثير من المصاعب اليوميّة التي يعقدُ العزم على تجاوزها واحدة واحدة.

## روابط خارجية
- بونغولاند على موقع IMDb (الإنجليزية)
- بونغولاند على موقع أول موفي (الإنجليزية)
- بونغولاند على موقع قاعدة بيانات الفيلم (الإنجليزية)
- بونغولاند على موقع ليتربوكسد (الإنجليزية)
- بونغولاند على موقع كينوبويسك (الروسية)

- الموقع الرسمي للفيلم